# Сумпораста витезовка
  је нејестива гљива из породице Tricholomataceae. Клобук је жут, у средини црвенкастосмеђ, у почетку полукружан, касније раширен и мало испупчен, на рубу је уврнут, широк 5-10 цм. Листићи су жућкасти, ретки, назубљени. Стручак је сумпорастожут, ваљкаст, у почетку пун, касније шупаљ, мало чехаст, висок 3-8 цм, промера 5-15 мм. Месо је жуто, тврдо, влакнасто, неугодног мириса. Споре су елиптичне, отисак је бео.

## Станиште
Расте лети и у јесен. Станиште су белогоричне, црногоричне и мешане шуме, распрострањена је у Европи и истоку Кине. Такође је распострењена у Северној Америци. У Турској се сматра критично угроженом врстом.

## Етимологија
Латински назив рода Tricholoma сложеница је грчких речи thrix, trikhos (коса) и loma (руб), због длакавих рубова тек неколице врста. Име врсте sulphureum (сумпорасто жут) латински је назив који је додељен због изражене жуте боје гљиве. На страним језицима називи су (енгл. sulphur knight, gas agaric), (фр. tricholome soufré),, (словен. žveplena kolobarnica).

## Употреба
Сматра се нејестивом или отровном гљивом, лошег је укуса и неугодног мириса, а узрокује тегобе при варењу.